# Erzbistum Medellín
Das Erzbistum Medellín (lat.: Archidioecesis Medellensis, span.: Arquidiócesis de Medellín) ist eine in Kolumbien gelegene Diözese der römisch-katholischen Kirche mit Sitz in Medellín.

## Geschichte
Das heutige Erzbistum wurde am 14. Februar 1868 durch Papst Pius IX. aus dem Bistum Antioquía heraus gegründet. Erster Bischof war Valerio Antonio Ximenes. 1900 wurde aus Gebietsanteilen des Bistums Medellín das Bistum Manizales errichtet. Papst Leo XIII. erhob das Bistum Medellín am 24. Februar 1902 zum Erzbistum.
Weitere Gebietsanteile wurden für die Ausgründungen der Suffraganbistümer Sonsón (1957), Caldas und Girardota (1988) abgegeben.

## Ordinarien

### Bischöfe von Medellín
- Valerio Antonio Ximenes, 1868–1873
- Bernardo Herrera Restrepo, 1885–1891, dann Erzbischof von Santafé en Nueva Granada
- Joaquín Pardo y Vergara, 1892–1904

### Erzbischöfe von Medellín
- Manuel José Cayzedo y Martínez (Cuero), 1905–1937
- Tiberio de Jesús Salazar y Herrera, 1937–1942
- Joaquín Garcia Benitez CIM, 1942–1957
- Tulio Botero Salazar CM, 1957–1979
- Alfonso Kardinal López Trujillo, 1979–1991
- Héctor Rueda Hernández, 1991–1997
- Alberto Giraldo Jaramillo PSS, 1997–2010
- Ricardo Tobón, seit 2010